# Willy Rösner
Willy Rösner (* 19. Mai 1893 in Rosenheim; † 2. September 1966 in München) war ein deutscher Schauspieler.

## Leben

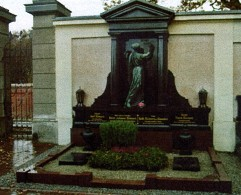
Grabstätte von Willy Rösner

Rösner besuchte nach der Realschule mit Abitur von 1912 bis 1914 die Münchner Schauspielschule Otto König und trat erstmals 1913 als Stauffacher in Wilhelm Tell am Münchner Volkstheater in Erscheinung. Dort erhielt er alsbald ein Engagement, doch der Einsatz im Ersten Weltkrieg, wo er bei der Feldartillerie diente und kurz vor Kriegsende als Leutnant der Reserve verwundet wurde, unterbrach zunächst seine Theaterlaufbahn.
1919 bis 1921 spielte er in Augsburg, 1921/22 in Altona, 1922/23 in Krefeld, 1923/23 in Aussig und von 1924 bis 1933 am Deutschen Landestheater in Prag. Danach arbeitete er 1933/34 wieder am Volkstheater in München und 1941 bis 1944 gehörte er zum Ensemble des Deutschen Volkstheaters in Wien unter Walter Bruno Iltz, von 1946 bis 1950 agierte er für das Bayerische Staatsschauspiel in München. Seit 1926 wirkte er auch für den Rundfunk.
Im Kino wurde Willy Rösners Domäne der in Bayern spielende Heimatfilm, wo er immer wieder kaltherzige, berechnende Landmänner verkörperte, die durch ihren Egoismus dem Glück anderer im Wege stehen. Im Historienfilm Ludwig II. – Glanz und Elend eines Königs um den von O. W. Fischer dargestellten Märchenkönig  bildete er als Ministerratsvorsitzender Johann von Lutz dessen Gegenspieler. Er ist auf dem Friedhof in Rosenheim bestattet.

## Filmografie
- 1912: Der wilde Jäger
- 1913: Das Schweigen im Walde
- 1928: Erotik (Erotikon)
- 1930: Der falsche Feldmarschall
- 1932: Der Adjutant seiner Hoheit
- 1934: Peer Gynt
- 1935: Großreinemachen
- 1935: Der Gefangene des Königs
- 1935: Der Klosterjäger
- 1936: Der Jäger von Fall
- 1938: Frau Sixta
- 1938: Die Pfingstorgel
- 1939: Wasser für Canitoga
- 1939: Der arme Millionär
- 1939: Fasching
- 1940: Im Schatten des Berges
- 1942: Der Ochsenkrieg
- 1942: Späte Liebe
- 1943/47: Jugendliebe
- 1950: Der Geigenmacher von Mittenwald
- 1950: Grenzstation 58
- 1951: Die Alm an der Grenze
- 1951: Die Martinsklause
- 1952: Cuba Cabana
- 1952: Der Herrgottschnitzer von Ammergau
- 1953: Salto Mortale
- 1953: Der Klosterjäger
- 1953: Ehestreik
- 1954: Die schöne Müllerin
- 1954: Ludwig II. – Glanz und Elend eines Königs
- 1955: Madame Aurélie
- 1955: Lola Montez
- 1955: Königswalzer
- 1955: In Hamburg sind die Nächte lang
- 1955: Das Erbe vom Pruggerhof
- 1955: Solange du lebst
- 1956: Kitty und die große Welt
- 1956: Der Glockengießer von Tirol
- 1956: Die Rosel vom Schwarzwald
- 1956: Das Hirtenlied vom Kaisertal
- 1956: Wer die Heimat liebt
- 1957: Heiraten verboten
- 1957: Weißer Holunder
- 1957: Jägerblut
- 1957: Die Panne (TV)
- 1958: Heimatlos
- 1958: Schwarzwälder Kirsch
- 1959: Jons und Erdme
- 1959: Die Gans von Sedan
- 1960: Sturm im Wasserglas
- 1962: Der Wittiber (TV)
- 1964: Lausbubengeschichten
- 1964: Die Tochter des Bombardon (TV)
- 1965: Die Pfingstorgel (TV)